# Glicoproteina

Un glicano legato ad un residuo di asparagina

Gli otto zuccheri principali presenti nelle glicoproteine

Si definisce glicoproteina una proteina alla cui catena peptidica è legata una catena oligosaccaridica (composta dunque di carboidrati e definita glicano). Spesso ci si riferisce ad un polipeptide di questo tipo con il termine di proteina glicosilata. Il glicano è attaccato mediante una modificazione post-traduzionale (in alcuni casi anche co-traduzionale) della proteina, attraverso un processo genericamente definito glicosilazione.

## Descrizione
I glicani sono spesso aggiunti a proteine che presentano un segmento extracellulare. Le proteine integrali di membrana, responsabili della comunicazione cellula-cellula, sono ad esempio quasi sempre glicosilate. In ogni caso, sono presenti glicoproteine anche nel citoplasma, ma il ruolo dei glicani in questo caso è meno chiaro.
La parte glucidica può essere costituita da qualche decina di zuccheri fino al centinaio, e, grazie alle innumerevoli possibilità di legame tra i carboidrati, si costruiscono strutture sempre diverse. La percentuale della parte glucidica rispetto alla totalità della molecola varia dal 2-3% (nel caso delle immunoglobuline), all'85% nel caso delle glicoproteine che costituiscono il sistema AB0.
Tra le glicoproteine si annoverano non solo importanti anticorpi, in particolare le immunoglobuline, ma anche il collagene dei tessuti connettivi e varie proteine di membrana con funzione di recettori e antigeni. La maggior parte delle proteine presenti in natura è glicosilata.
Il carboidrato può legarsi ad un residuo di asparagina (si parla in tal caso di N-glicosilazione) o ad un residuo di idrossilisina, idrossiprolina, serina o treonina (si parla in tal caso di O-glicosilazione). Il primo tipo di legame riguarda la N-acetil-glucosammina (GlcNAc): vede lo zucchero in configurazione β, avviene a livello del reticolo endoplasmatico ed il corretto sito per il legame è segnalato da una serina o una treonina a valle di un aminoacido, rispetto all'asparagina di legame glicosidico.
Il secondo tipo di legame, riguardante l'N-acetil-galattosammina (GalNAc), avviene con lo zucchero in configurazione α solo nell'apparato del Golgi. A differenza di questo secondo caso, il primo vede la sintesi di una sequenza glucidica (il "core") sempre identica, costituita da due molecole di GluNAc, nove di mannosio e tre di glucosio, per un totale di 14. Tale sequenza, prima di essere attaccata alla proteina, viene montata su un supporto lipidico fornito dal dolicolo fosfato. Dopo il montaggio, la glicoproteina, passando nell'apparato del Golgi, subisce a livello del core diverse modifiche in base alle esigenze della cellula. Tra i carboidrati osservati nelle glicoproteine si annoverano il glucosio, la glucosammina, il galattosio, la galattosammina, il mannosio, il fucosio, lo xilosio e l'acido sialico.
Il gruppo carboidrato interviene sulle modalità di ripiegamento della proteina, migliorandone la stabilità. L'aggiunta di glicani è frequente in quelle proteine che sono parzialmente collocate all'esterno della cellula. Sono componenti importanti del meccanismo del riconoscimento cellulare (ovvero riconoscono e vietano l'accesso a cellule che non vi appartengono, cellule estranee)  ad opera delle cellule del sistema immunitario, specialmente nei mammiferi.

## Asialoglicoproteine
Se i residui di acido sialico sono rimossi da una glicoproteina, la proteina risultante è conosciuta con il nome di asialoglicoproteina.
L'esposizione del residuo galattosio subterminale risulta in una rapido smaltimento delle glicoproteine dalla circolazione da parte di epatociti ricettori di asialoglicoproteine su cellule di Kuppfer.